# Rolepa lojana
Rolepa lojana is een vlinder uit de familie van de Phyditiidae. De wetenschappelijke naam van de soort is voor het eerst geldig gepubliceerd in 1916 door Paul Dognin.